# هيلاري كونج
هيلاري كونج (بالإنجليزية: Hilary Gong)‏ هو لاعب كرة قدم نيجيري في مركز الهجوم، ولد في 10 أكتوبر 1998 في نيجيريا. لعب مع نادي ترنتشين.

## وصلات خارجية
- هيلاري كونج على موقع الاتحاد الأوربي (الإنجليزية)
- هيلاري كونج على موقع اتحاد النرويج (النرويجية)
- هيلاري كونج على موقع إي إس بي إن إف سي (الإنجليزية)
- هيلاري كونج على موقع قاعدة بيانات كرة القدم.إي يو (الإنجليزية)
- هيلاري كونج على موقع ليكيب (الفرنسية)
- هيلاري كونج على موقع Soccerway.com (الإنجليزية)
- هيلاري كونج على موقع عالم كرة القدم.نت (الإنجليزية)